# José Carlos del Palatinado-Sulzbach
José Carlos del Palatinado-Sulzbach (Sulzbach-Rosenberg, 2 de noviembre de 1694-Ludwigshafen, 18 de julio de 1729) fue un príncipe miembro de la Casa de Wittelsbach.

## Vida
Era hijo del conde palatino Teodoro Eustaquio del Palatinado-Sulzbach y de la princesa María Leonor de Hesse-Rotenburg, fue abuelo del rey Maximiliano I de Baviera.

### Matrimonio e hijos
José Carlos contrajo matrimonio en Innsbruck el 2 de mayo de 1717 con la princesa Isabel Augusta de Neoburgo, heredera del Palatinado-Neoburgo; tuvieron siete hijos:
1. Carlos Felipe (1718-1724).
2. Inocencia María (1719-1719).
3. Isabel Augusta (1721-1794). Contrajo matrimonio con Carlos Teodoro, Elector de Baviera.
4. María Ana (1722-1790). Contrajo matrimonio con el duque Clemente Francisco de Baviera.
5. María Francisca (1724-1794). Contrajo matrimonio con el conde palatino Federico Miguel del Palatinado-Zweibrücken-Birkenfeld.
6. Carlos Felipe Augusto (1725-1728).
7. Un hijo nacido muerto (1728).

## Ancestros
- Datos: Q63649
- Multimedia: Joseph Karl, Hereditary Prince of Sulzbach / Q63649